# Toyota AE86
AE86, также неофициально называемые «Хатироку» — общее обозначение моделей автомобилей Toyota Corolla Levin и Toyota Sprinter Trueno, в которые входят небольшие заднеприводные модели с передним расположением двигателя. Автомобили серии AE86 входят в линейку автомобилей Corolla пятого поколения (E80), которые продавались компанией Toyota с 1983 по 1987 год в конфигурациях купе и лифтбэк. Модели производились на заводах Такаока и Хигаси-Фудзи компанией Kanto Auto Works, подразделением Toyota.
Предназначенные для гонок, автомобили были лёгкими, доступными, легко модифицируемыми, имели пятиступенчатую механическую коробку передач, опциональный дифференциал ограниченного проскальзывания, переднюю подвеску на стойках Макферсона, и высокооборотистый (7800 об/мин) двухраспредвальный двигатель с жидкостным радиатором. Автомобили также располагали практически идеальным распределением веса (53 % на передней оси и 47 % на задней), что делало автомобиль привлекательным для автоспорта.
AE86 были широко популярны в гонках класса Showroom Stock, группах A и N, ралли и клубных гонках. Присущие этим автомобилям качества также принесли AE86 раннюю и продолжительную международную известность в автоспортивной дисциплине дрифтинга. AE86 занимала центральное место в популярной японской манге и аниме-сериале Initial D — в качестве принадлежащего главному герою автомобиля для дрифта и доставки тофу.
AE86 послужил источником вдохновения для спортивного автомобиля Toyota 86, разработанного совместно Toyota и Subaru, производимого Subaru и продаваемого под названиями Toyota GT86, Toyota FT86, Scion FR-S и Subaru BRZ. Также в 2021 году было временно возобновлено производство запасных частей для AE86, среди которых были новые поворотные кулаки и задние тормозные суппорты.

## Название
Название «Trueno» происходит от испанского слова, означающего «гром», а «Levin» — от среднеанглийского «молния». AE86 также называют «Хати-року (яп. ハチロク)», что по-японски означает «восемь-шесть». Аналогичная модель AE85 обычно называлась «Хати-го (яп. ハチゴー)», что означает «восемь-пять».
Название AE86 происходит от кодового имени во время разработки автомобиля, обозначающего 1600-кубовую полноприводную модель пятого поколения Corolla. На принятом в Toyota кодовом языке «A» обозначает двигатель автомобиля (серия 4A), «E» обозначает Corolla, «8» обозначает пятое поколение (серия E80), а «6» обозначает вариант внутри этого поколения.
AE86 не сильно изменились за 5 лет производства. Изменения были в основном косметическими, поэтому они стали называться отдельными «сериями». Первая серия AE86 обычно называется «Zenki» (яп. 前期). В переводе с японского это означает «первая» или «ранняя серия». Вторая «Kouki» (яп. 後期), означающая «последняя» или «поздняя серия», относилась к модернизированным версиям каждой модели. Серии Zenki и Kouki отличались особенностями кузова, такими как отличия в фарах, бампера и цвете. Отличия интерьера состояли в дизайне сидений, цвете пластика и общих изменений в отделке салона. Механика автомобиля осталась неизменной между сериями.
В 1986 году Toyota выпустила на рынок ограниченную серию модели AE86 под названием «Black Limited».

## Двигатель и технические характеристики
В Японии и в Европе автомобили AE86 были доступны с атмосферным двигателем жидкостного охлаждения 4A-GE объемом 1 587 см³ (1,6 л) с четырьмя цилиндрами в ряд, с двумя распределительными валами (DOHC) и четырьмя клапанами на цилиндр. Этот двигатель также использовался в автомобилях MR2 G Limited (AW11), Corona GT (AT141), Celica 1600GT-R (AA63) и Carina 1600GTR (AA63) со степенью сжатия в 9,4:1. В стандартной версии он развивал максимальную мощность 128 л. с. при 6 600 об/мин и крутящий момент 149 Нм при 5 200 об/мин, хотя позже его мощность была снижена до 118 л. с. и крутящий момент до 142 Нм. Двигатели 4A-GE, используемые в AE86 и AW11, также были оснащены электронным впрыском топлива Denso и системой изменяемой геометрии впуска T-VIS.
В Северной Америке использовался модифицированный двигатель 4A-GEC, соответствующий экологическим нормам штата Калифорния. Мощность составляла 112 л. с., а крутящий момент — 136 Нм.
AE86 оснащался вентилируемыми тормозными дисками. Автомобиль имел независимую подвеску типа Макферсон спереди и жесткую ось с четырьмя продольными рычагами и пружинами на задней части, стабилизаторы поперечной устойчивости спереди и сзади, а также опциональный дифференциал ограниченного проскальзывания. AE86 комплектовался 5-ступенчатой механической коробкой передач, а позже появилась опция с автоматической коробкой.
Одним из ключевых инженеров, стоявших за разработкой автомобиля, был Нобуаки Катаяма, который позже возглавил отдел моторспорта компании.

## Типы кузова
Модели Levin и Trueno отличались стационарными и подъёмными фарами соответственно, и обе предлагались в вариантах хетчбэк или купе. Экспортное название модели Corolla используется обеими вариациями. AE86, наряду с менее мощными 1452-кубовыми AE85 и 1587-кубовыми SR5, строилась на заднеприводной платформе E70 Corolla.

### До «фейслифта» (модель Zenki)

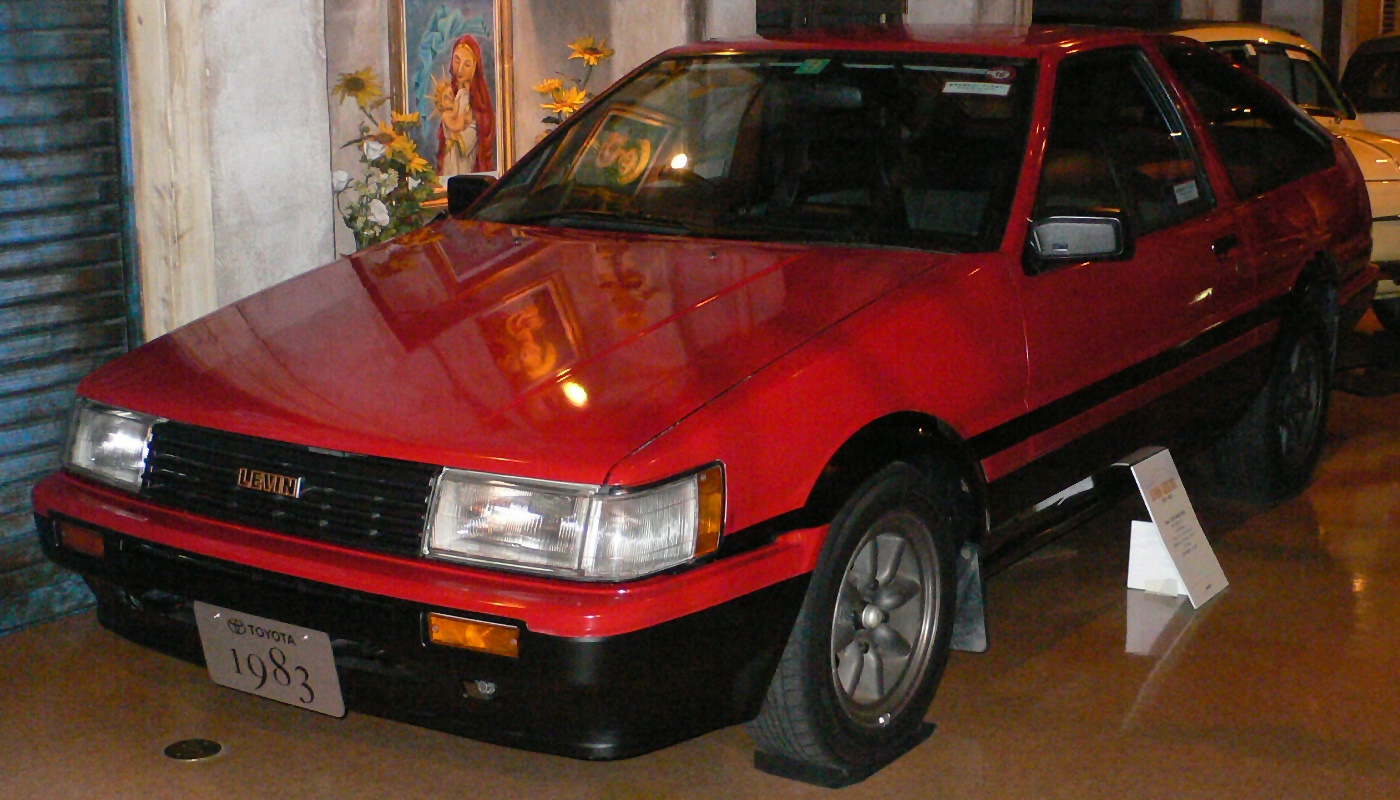
1983–1985 Corolla Levin GTV хетчбэк (Япония)
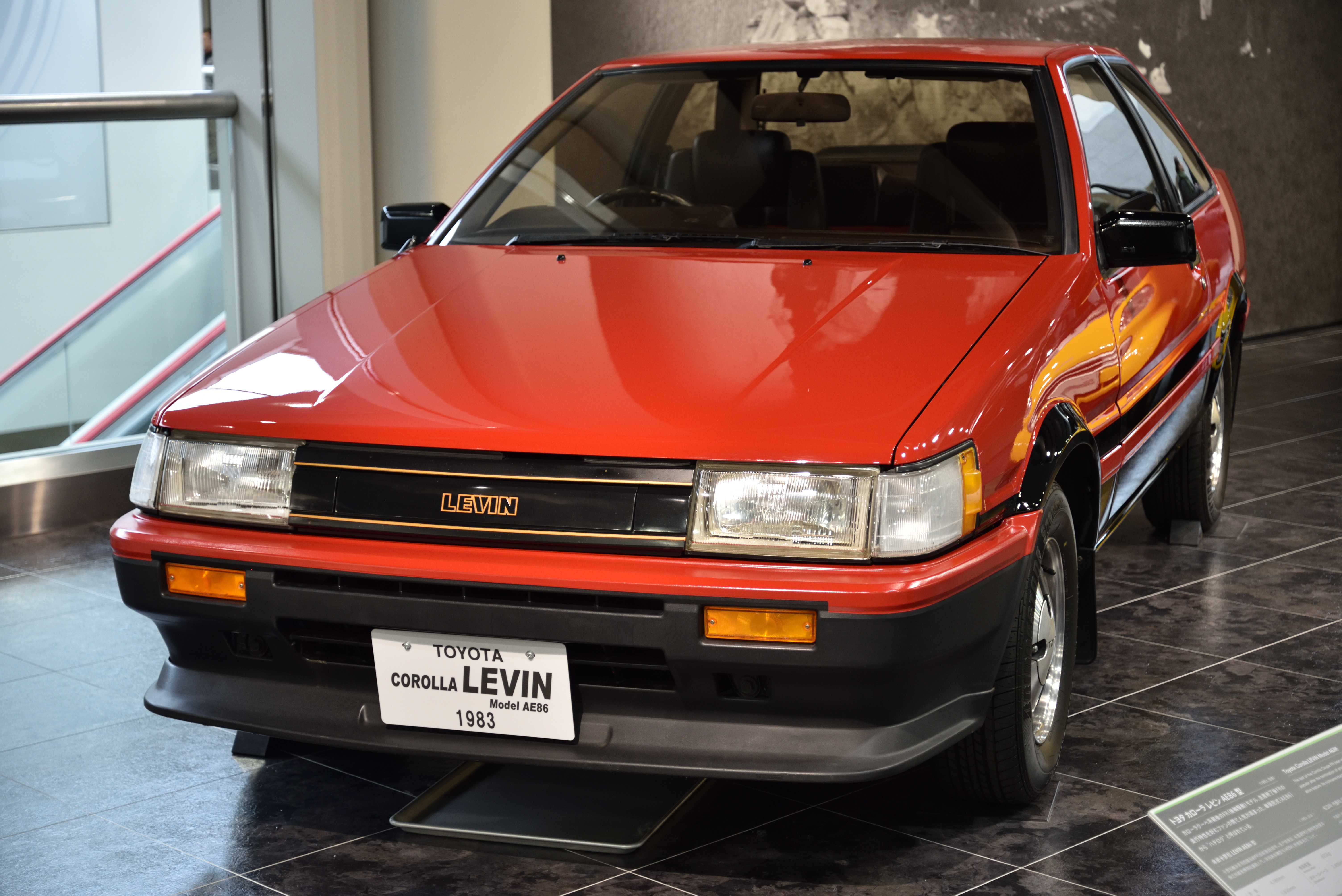
1983–1985 Corolla Levin GT Coupe с альтернативной опциональной решеткой радиатора (Япония)
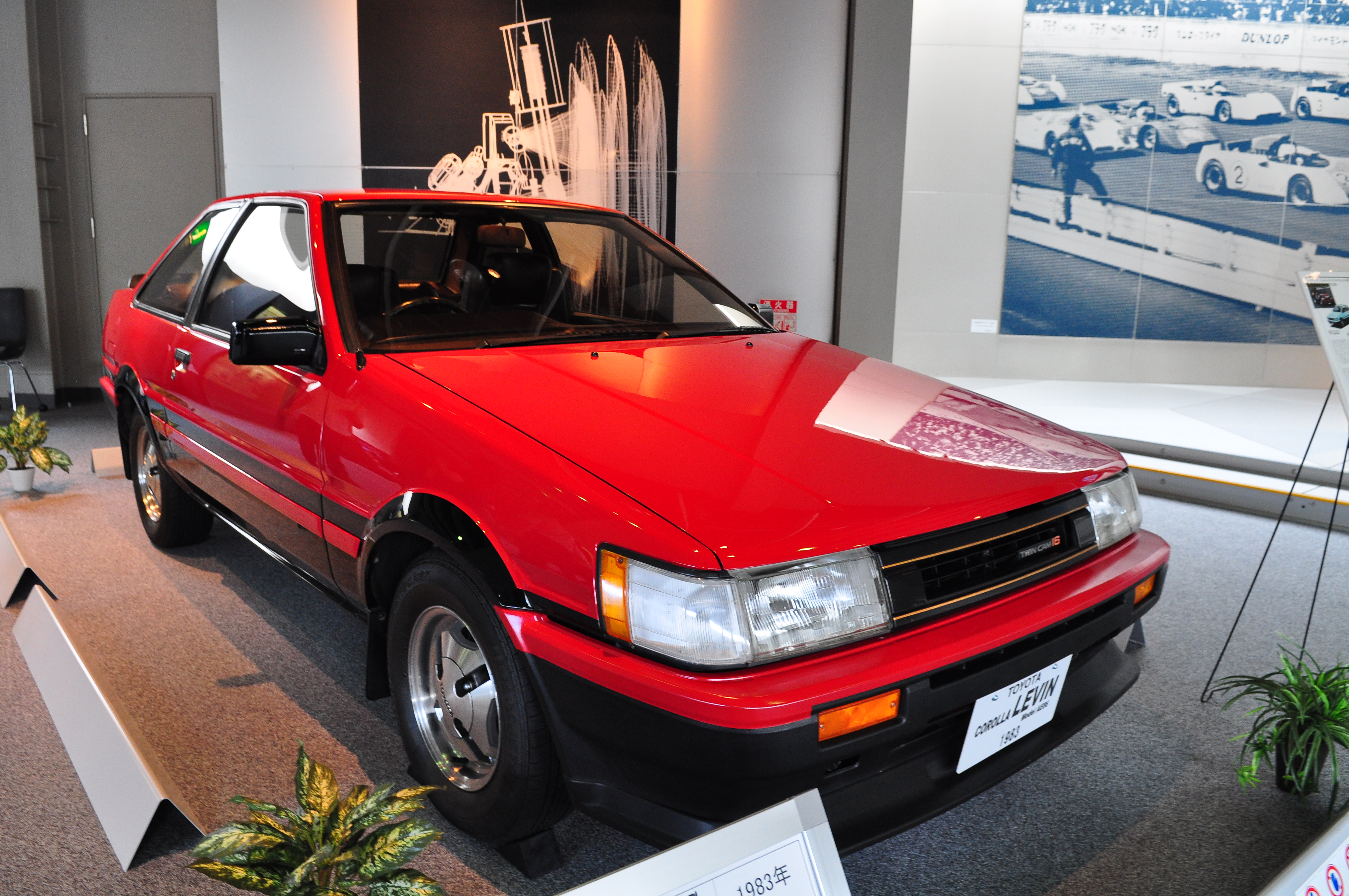
1983–1985 Corolla Levin GT-APEX купе с альтернативной опциональной решеткой радиатора (Япония)
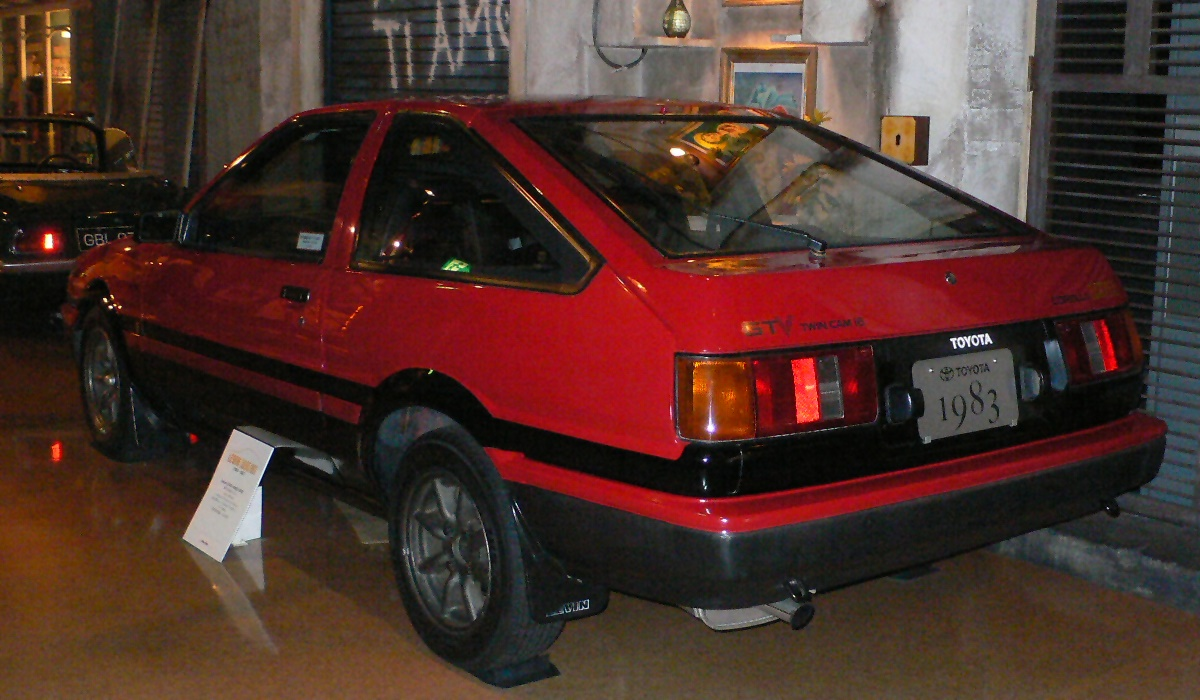
1983–1985 Corolla Levin GT-V хетчбэк (Япония)
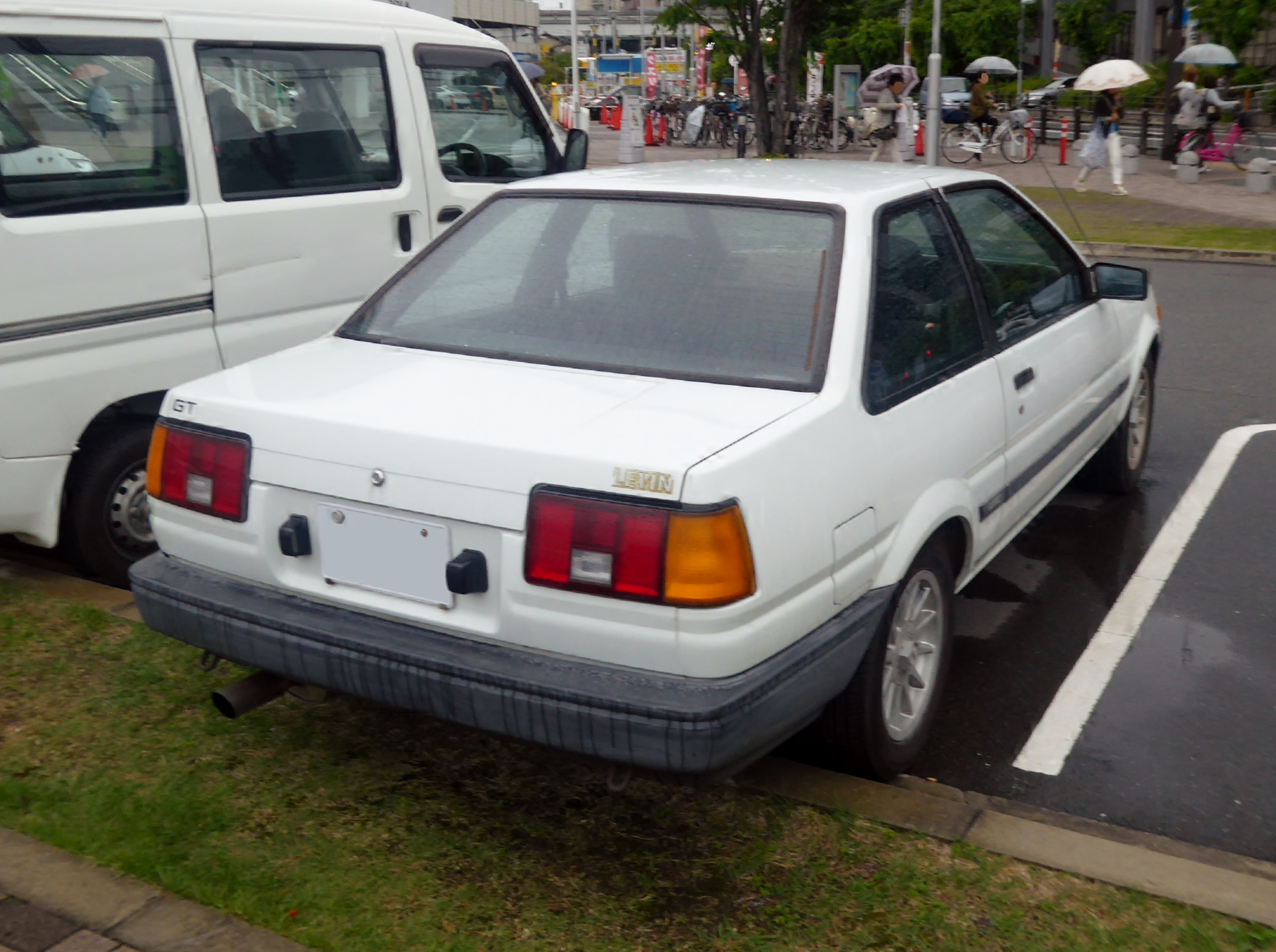
1983–1985 Corolla Levin GT купе (Япония)
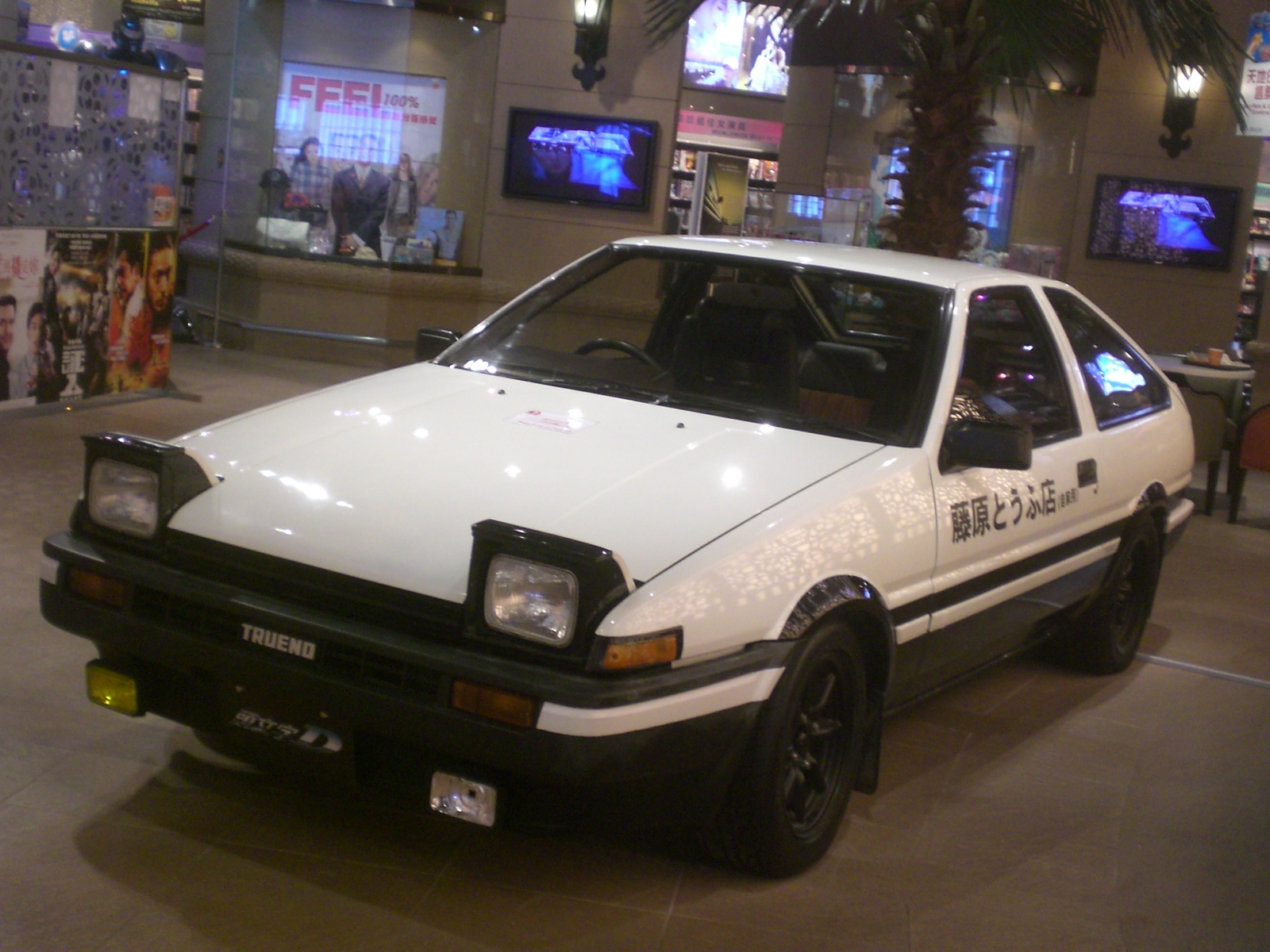
Реплика хетчбэка Sprinter Trueno GT 1983-1985 годов из Initial D  (Япония)
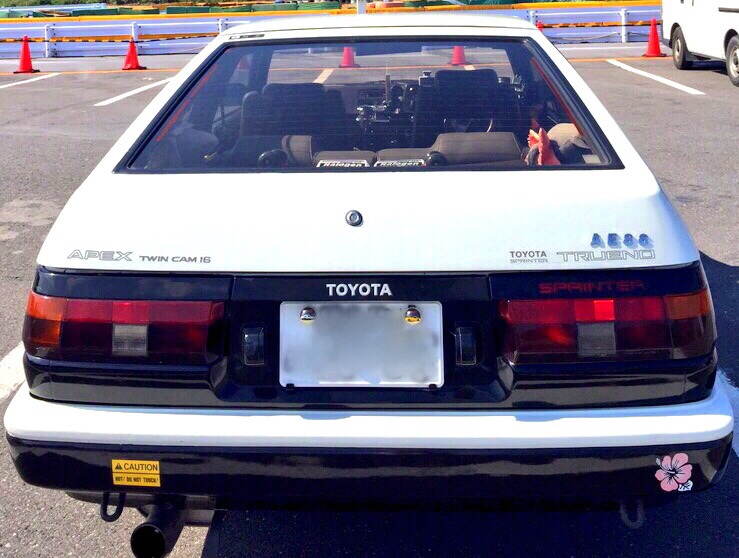
1983–1985 Sprinter Trueno GT-APEX хетчбэк (Япония)

### После «фейслифта» (модель Kouki)
В 1985 году были внесены незначительные изменения в кузов, что привело к изменению задних фонарей, переднего и заднего бамперов, а также решетки радиатора.

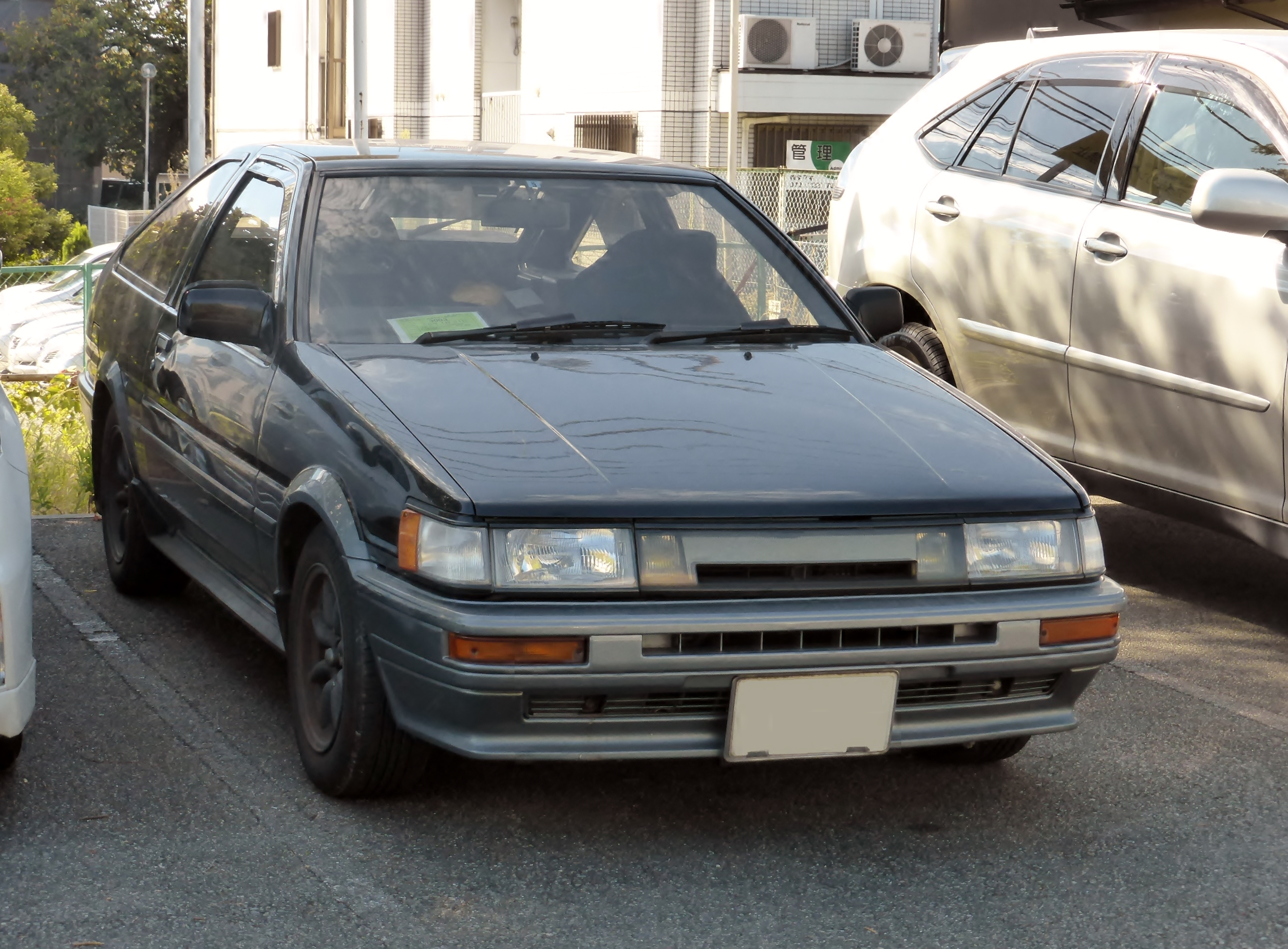
1985–1987 хетчбэк Toyota Corolla Levin GT-APEX (Япония)
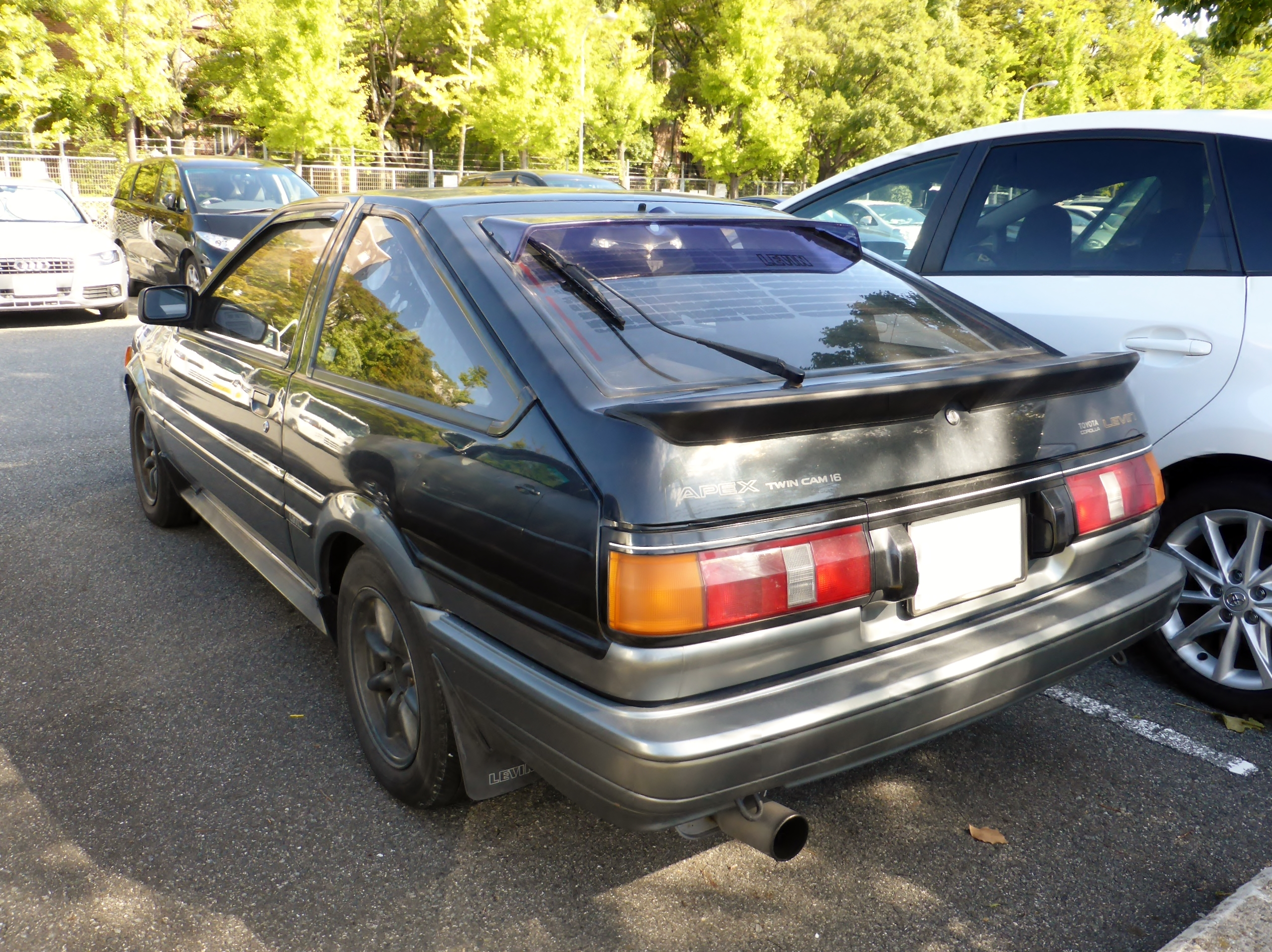
1985–1987 хетчбэк Toyota Corolla Levin GT-APEX (Япония)
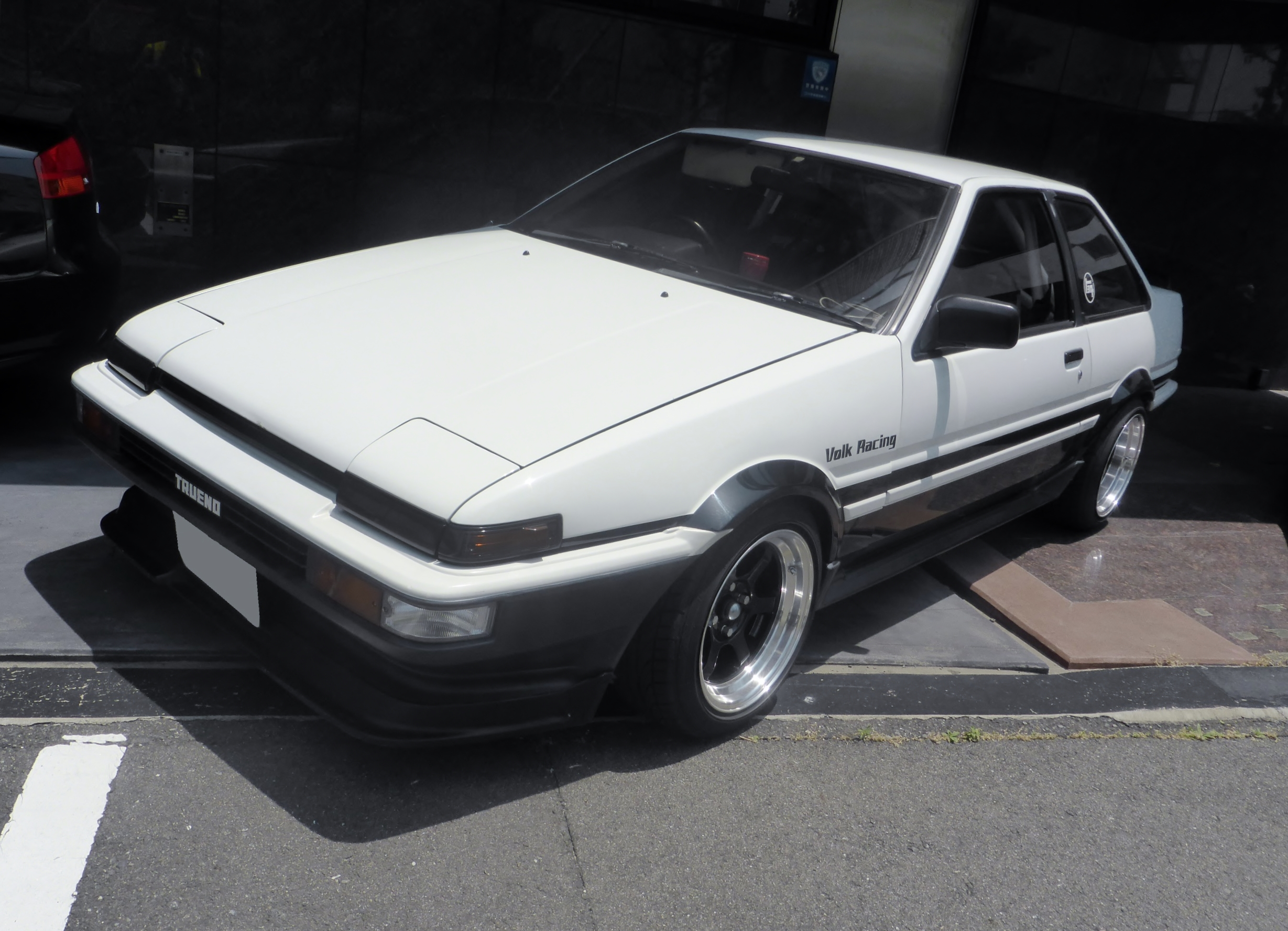
1985–1987 купе Sprinter Trueno GT-APEX (Япония)
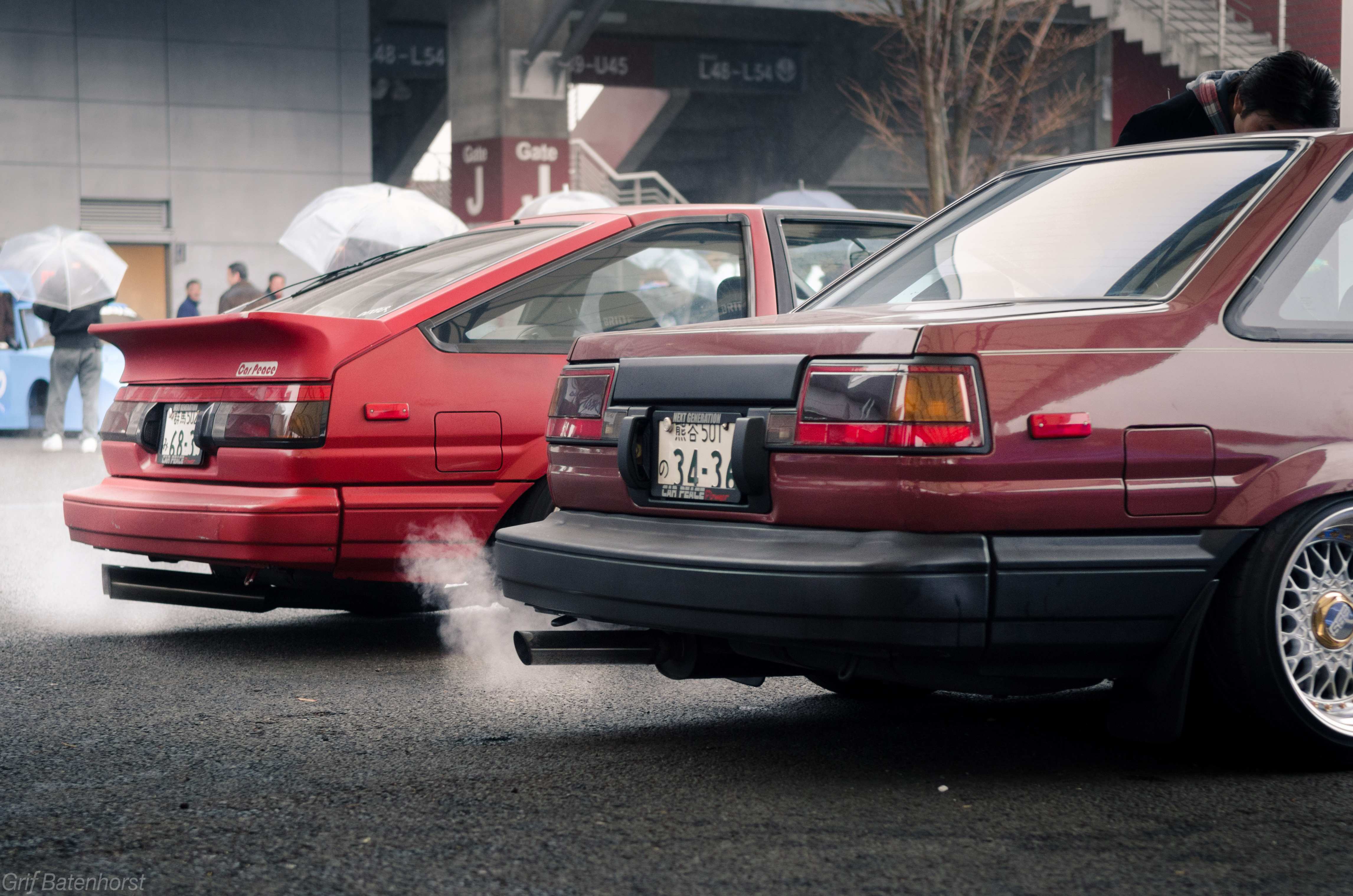
1985–1987 хетчбэк и купе Sprinter Trueno (Япония)

Однако подъёмные фары иногда использовались не только ради эстетики. В Соединённых Штатах Toyota AE86 продавалась только в версии Trueno с подъёмными фарами (также известной как Toyota Corolla SR5/GT-S), в то время как модификация Levin с обычными фарами не предлагалась. Причиной было американское законодательство, которое устанавливало жесткие требования к минимальной высоте расположения фар, которым фары Levin не соответствовали. Рассматривалась возможность увеличить дорожный просвет более традиционной модели, однако от этой идеи отказались из-за опасений отрицательного влияния на управляемость автомобиля.

## Модели
В Японии модель AE86 с двигателем DOHC 4A-GEU предлагалась в комплектациях GT, GT-APEX и GTV в кузовах Corolla Levin или Sprinter Trueno. В Северной Америке поставлялись две версии, при этом версия с двигателем DOHC 4A-GEC продавалась под брендом Corolla Sport GT-S (с обозначением AE86 на табличке в моторном отсеке, но AE88 в идентификационном номере), а версия с двигателем SOHC 4A-C продавалась под брендом Corolla Sport SR5 (с обозначением AE86 на табличке и в идентификационном номере). Обе североамериканские версии продавались с передними подъёмными фарами от кузова Trueno, и задними фонарями от кузова Levin. Европейские модели продавались под брендом Corolla GT с стационарными фарами в кузове Levin. Австралийские модели продавались под названием Toyota Sprinter с стационарными фарами от кузова Levin и задними фонарями от кузова Trueno. Страны Ближнего Востока получили базовую модель, аналогичную североамериканскому рынку, с поднимающимися фарами и ударопрочными бамперами, рассчитанными на скорость 8 км/ч.
Самая легкая модификация AE86 — японская двухдверная версия GT, вес которой составляет 900 кг.

## Спорт
Обе модели AE86 участвовали в чемпионатах по ралли в группе А с 1985 по 1992 год. В числе побед — победа в классе на Ралли Португалии 1985 года с водителем Хорхе Ортиганом и штурманом Ж. Батистой. Автомобили продолжали участвовать в гонках вплоть до Ралли Акрополис 1993 года, а лучшим финишем стало третье общее место в Ралли Кот-д’Ивуара 1989 года (с Адольфом Шото/Жан-Пьером Клавери). Простая переднемоторная компоновка, задний привод и очень низкая цена сделали AE86 доступным раллийным автомобилем группы N.
Заднеприводная конфигурация AE86 в сочетании с небольшим весом (примерно 950—970 кг снаряженной массы), сбалансированностью и относительно мощным (и легко тюнингуемым) двигателем 4A-GEU сделали его популярным среди японских хаширия (уличных гонщиков по-японски), многие из которых гонялись на тогэ (японское название горных перевалов), где повороты подходили AE86 лучше всего, особенно на спусках. В таких условиях заднеприводная Toyota AE86 с блокировкой межколесного дифференциала показывала отличные результаты. Благодаря почти идеальному распределению веса (53 % на передней оси и 47 % на задней), автомобиль становился идеальным выбором для дрифта. Автомобиль использовался «Королём дрифта» Кэйити Цутией, легендой японских гонок. Кэйити Цутия помог популяризировать такой вид спорта, как дрифтинг, который включает в себя управляемое скольжение автомобиля на поворотах.

## В популярной культуре

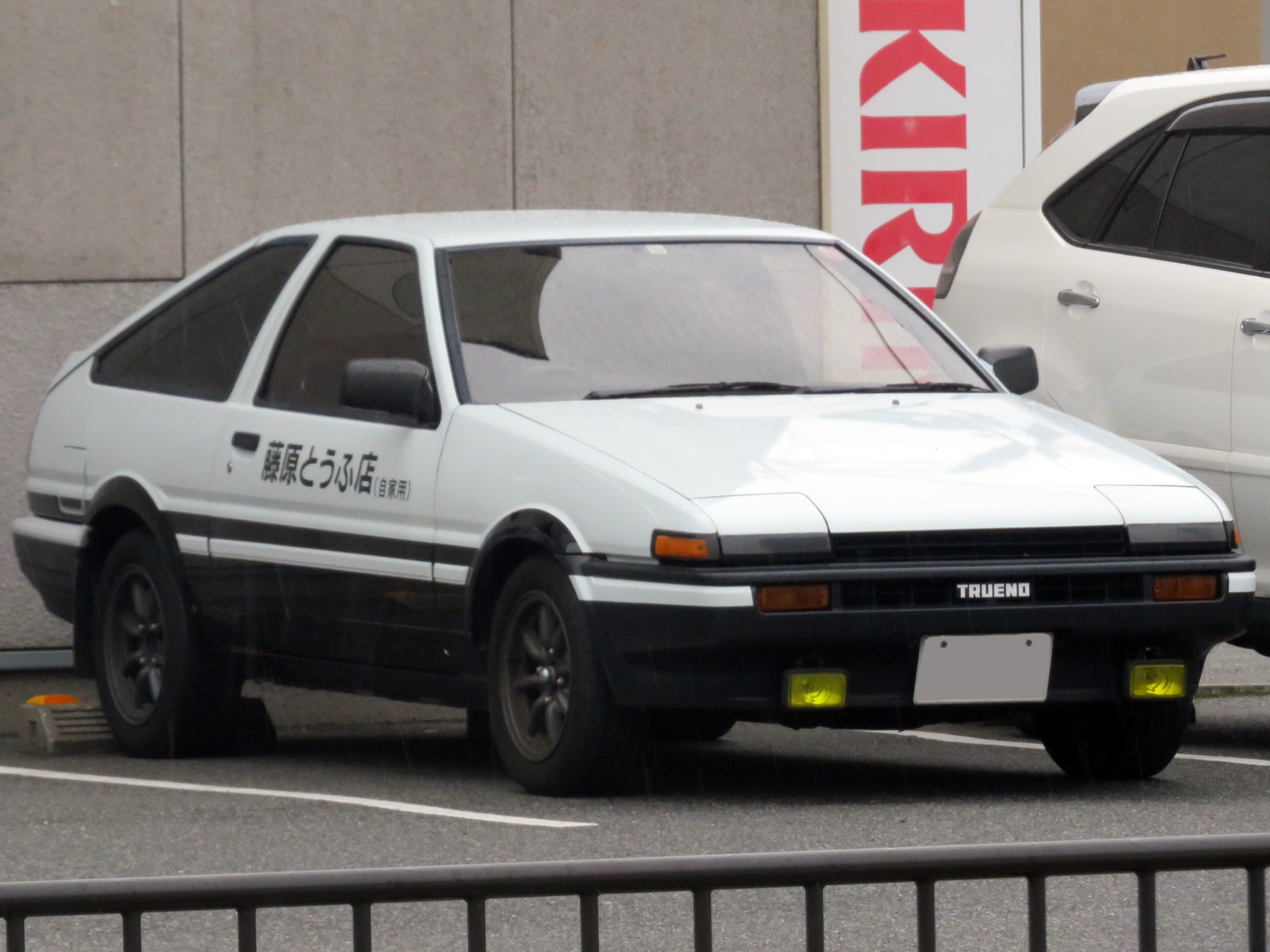
Реплика автомобиля AE86 из Initial D

Главный герой аниме и манги Initial D, Такуми Фудзивара, использует отцовский хетчбэк AE86 Trueno GT-Apex для доставки тофу и гонок. Друг Такуми, Ицки Такеути, ездит на AE85 Levin. На протяжении всего сериала двое противников Такуми ездят на AE86: Ватару Акияма — на турбированной AE86 Corolla Levin, а Синдзи Инуи — на купе-версии AE86 Trueno. AE86 также является доступным автомобилем в серии игр Initial D Arcade Stage. В фильме «Форсаж» можно увидеть красную Corolla AE86, ожидающую в очереди на въезд на гоночный фестиваль Race Wars. AE86 также появлется на короткое время в фильмах «Тройной форсаж: Токийский дрифт» и «Форсаж 4». Популярность манги и аниме Initial D называется основной причиной высокой стоимости автомобиля на вторичном рынке, что часто именуется как «налог Такуми» или «налог на тофу» в честь главного героя и его занятия — доставки тофу.
В 2012 году был выпущен спортивный автомобиль Toyota 86, разработанный совместно Toyota и Subaru, и вдохновлённый AE86.
AE86 был настолько популярен, что в ноябре 2021 года Toyota временно возобновила производство запасных частей для AE86, и дилеры начали принимать заказы на новые поворотные кулаки и задние тормозные суппорты. Также было запланировано новое производство задних приводных валов. Toyota также объявила, что эта программа является временной, и детали будут доступны только до тех пор, пока имеются складские запасы.